# Thierseetal
Das Thierseetal ist ein Tal zwischen den Bayerischen Voralpen und den Brandenberger Alpen in Tirol, das sich nordwestlich von Kufstein in etwa parallel zum Inntal und zur bayrischen Grenze erstreckt. Es wird von der Thierseer Ache durchflossen, die in Kiefersfelden in den Inn mündet.

## Geographie
Das Tal erstreckt sich vom Thiersee nach Westen durch weiche Jura- und Kreideschichten. Östlich davon bricht die Thierseer Ache durch eine enge Klamm, das Klausenbachtal, zum Inn durch. Das Thierseetal weist zwei parallele Talfurchen auf. Durch die nördliche tiefere und schmälere verläuft die Ache, die südliche, die breiter ist und höher liegt, bildet eine Art Mittelgebirge, das von mehreren Querbächen zerschnitten wird. Diese alte Talfurche weist zahlreiche eiszeitliche Sedimente auf.
Über das ganze Tal verstreut finden sich zahlreiche Orte, darunter als größte Vorderthiersee (682 m ü. A.), Mitterland (846 m ü. A.), Landl (685 m ü. A.) und Hinterthiersee (862 m ü. A.). Sie bilden zusammen die Gemeinde Thiersee.

## Erschließung
Das Tal ist durch die 17,4 km lange Thierseestraße (L37) erschlossen, die von Kufstein-Zell über die Marblinger Höhe, Vorderthiersee und Landl bis zur Staatsgrenze am Ursprungpass führt. In Vorderthiersee zweigt die 7,5 km lange L30 Hinterthierseestraße ab und führt über Mitterland und Hinterthiersee nach Landl, wo sie wieder in die L37 mündet.

## Geschichte
Im 14. und 15. Jahrhundert wird das Tal als die oder in der Tiersee bezeichnet. Um 1500 taucht erstmals der Ausdruck das Tal Tiersee auf, Tiersee-Tal heißt es erst bei Johann Jakob Staffler im 19. Jahrhundert. Der Name Thiersee deutet darauf hin, dass es sich ursprünglich um ein Jagdgebiet handelte. Vermutlich im späten 11. oder 12. Jahrhundert wurde das Tal besiedelt. Vieh- und Holzwirtschaft waren früher die wichtigsten Erwerbsquellen, das Holz aus dem Tal wurde auf der Thierseer Ache nach Kiefersfelden getriftet, wo es in der Eisenhütte als Brennstoff diente. Heute spielen Landwirtschaft und Tourismus die wichtigste Rolle.